# Hermann Ruthe
Hermann Richard Rudolf Ruthe (* 28. August 1903 in Berlin; † 26. Januar 1973 in Potsdam) war ein deutscher Tierarzt, Hochschullehrer und Direktor des Instituts für Veterinär-Orthopädie und der Lehrschmiede der Humboldt-Universität Berlin.

## Leben
Ruthe wurde am 28. August 1903 in Berlin geboren. Dort studierte und promovierte er an der Tierärztlichen Hochschule Berlin. Seine Dissertation behandelte das Thema metrische Untersuchungen am Schweinemagen. Seit 1921 war er Mitglied der Berliner Burschenschaft Rugia.
Von 1949 bis 1968 leitete er das Institut für Veterinärorthopädie mit Lehrschmiede an der Veterinärmedizinischen Fakultät der Humboldt-Universität Berlin. 1959 wurde Ruthe als Verdienter Tierarzt der Deutschen Demokratischen Republik geehrt und 1969 zum Oberveterinärrat (OVR) ernannt. Er führte viele Lehrgänge zum Hufbeschlag für Schmiede, zur Huf- und Klauenpflege für Landwirte und Viehpfleger durch und lehrte auch Beschirrungskunde. Ruthe starb am 26. Januar 1973 in Potsdam.

## Der Huf: Lehrbuch für den Hufbeschlagschmied
1959 erschien die erste Auflage von Ruthes Buch Der Huf. Auch wenn zu damaliger Zeit – am Beginn der Mechanisierung der Landwirtschaft – eine quantitative Abnahme des Pferdebestandes in beiden deutschen Staaten absehbar war, wollte er mit seinem Buch zur qualitativen Verbesserung von Pferdehaltung und Pferdezucht beitragen; nicht zuletzt, um die Arbeitskraft der Pferde länger erhalten zu können. So entstand ein praxisorientiertes Standardwerk mit Schwerpunkten basierend auf dem Zusammenhang zwischen Huf- und Gliedmaßengesundheit: von der Anatomie des Pferdekörpers über Ansätze zu einer modernen Bewegungsanalyse bis hin zu dienlichen Werkstoffen beim Hufbeschlag und der Hufpflege, aber auch bei der Pflege und dem Beschlag von Klauen.

## Ehrenämter
1951 war Ruthe Dekan der (Rest-)Fakultät an der Humboldt-Universität und Mitglied der Sektion Veterinärmedizin der Deutschen Akademie der Landwirtschaftswissenschaften zu Berlin sowie von 1952 bis 1963 verantwortlich für die Referate in den Monatsheften für Veterinärmedizin in der DDR.

## Auszeichnungen
- 1959 Verdienter Tierarzt
- 1960 Verdienstmedaille der DDR

## Publikationen
- 1959: Der Huf: Lehrbuch für den Hufbeschlagschmied, Verlag Jena: VEB G. Fischer
- 1952: Das kranke Pferd, Landbau-Verlag. [Giegler's Buchh.], Berlin, [Leipzig], OCLC 699783692[7]
- 1951: Das Pferdebuch: ein praktischer Ratgeber für jedermann, Landbau-Verlag, OCLC 918192696[8]